# Estádio Olímpico de Atenas
O Estádio Olímpico de Atenas (em grego: Ολυμπιακό Στάδιο), também conhecido como Estádio Spiridon "Spiros" Louis, em homenagem a Spiridon Louis, 1º vencedor da Maratona em Jogos Olímpicos, em 1896, é um estádio localizado em Atenas, Grécia.
Foi sede dos Jogos Olímpicos de Verão de 2004 e é sede dos times de futebol Panathinaikos e AEK Atenas, enquanto o estádio do último está em reforma.

## História
Localizado na cidade de Marusi, na região metropolitana de Atenas, o estádio foi originalmente projetado em 1980 e construído em entre 1980 e 1982. Foi concluído a tempo de sediar o Campeonato Europeu de Atletismo de 1982. Foi inaugurado pelo então presidente da Grécia, Konstantinos Karamanlis, em 8 de setembro de 1982. Um ano depois, em 25 de maio de 1983, sediou a final da Taça dos Clubes Campeões Europeus de 1982–83 disputada entre Hamburgo e Juventus, que terminou com a vitória do clube alemão por 1–0, sagrando-se campeão da competição pela 1.ª vez.
Em 13 de maio de 1987, o estádio sediou a final da Taça dos Clubes Vencedores de Taças de 1986–87 disputada entre Ajax e Lokomotive Leipzig, que terminou com a vitória e o título do clube holandês pelo placar de 1–0. 
Em 18 de maio de 1994, sediou pela segunda vez a final da Liga dos Campeões da UEFA de 1993–94 disputada entre Milan e Barcelona, que terminou com a vitória por goleada do clube italiano por 4–0, sagrando-se campeão europeu pela 5.ª vez em sua história.
Também sediou vários eventos dos Jogos do Mediterrâneo de 1991 e do Campeonato Mundial de Atletismo de 1997, com o objetivo de provar que era capaz de sediar grandes eventos esportivos após o fracasso de Atenas em vencer os Jogos Olímpicos de Verão de 1996, mas sediar com sucesso o Jogos Olímpicos de Verão de 2004.
O estádio foi completamente renovado para os Jogos Olímpicos, incluindo um controverso teto projetado pelo arquiteto Santiago Calatrava. O estádio foi entregue no prazo e reinaugurado em 30 de julho de 2004.
Em 23 de maio de 2007, o estádio sediou pela terceira vez uma final a final da Liga dos Campeões da UEFA de 2006–07 disputada entre Milan e Liverpool, que terminou com a vitória do clube italiano por 2–1, sagrando-se campeão europeu pela 7.ª vez em sua história.